# Ogadén
Ogadén (pronunciado y a menudo escrito Ogadēn ; en somalí: Ogaadeen, en amárico: ውጋዴ/ውጋዴን) es uno de los nombres históricos utilizados para la moderna región Somalí que forma la parte oriental de Etiopía y que limita con Somalia. Antes de 1995, la mayor parte de Ogadén formaba parte de la provincia de Hararge en Etiopía. Los otros nombres que a veces se utilizan para esta área son Haud o Hawd.
La región es una zona árida y abarca una desolada llanura entre la frontera de Somalia y Etiopía, extendiéndose hacia las macizo etíope, donde se encuentran ciudades más grandes como Harar y Dire Dawa. El río principal de la región es el Shebelle, que se alimenta de arroyos estacionales temporales. Hacia el borde suroeste de Ogadén se encuentra el nacimiento del río Ganale Doria, que se une al río Dawa para convertirse en el principal río Juba en la frontera con Somalia.
La región tiene una baja densidad de población y está habitada predominantemente por pastores nómadas que hablan lengua somalí. Ogadén  es conocido por sus reservas de petróleo y gas, aunque los esfuerzos de desarrollo se han visto obstaculizados por la inestabilidad que prevalece en la zona.

## Etimología
Se desconoce el origen del término Ogadén, sin embargo, generalmente se atribuye al clan somalí del mismo nombre, refiriéndose originalmente sólo a su tierra, y finalmente expandiéndose para abarcar la mayor parte de la moderna región Somalí del este de Etiopía.
Durante la conferencia fundacional de la nueva región, que se celebró en Dire Dawa en 1992, la denominación de la región se convirtió en una cuestión divisiva, porque en ella viven casi 30 clanes étnicos somalíes diferentes. El FLNO intentó llamar a la región Ogadenia, mientras que los clanes somalíes no ogadeníes que viven en la misma región se opusieron a esta medida. Como señaló Abdul Majid Hussein, nombrar la región donde hay varios clanes somalíes como Ogadenia siguiendo el nombre de un solo clan habría causado división. Finalmente, la región pasó a denominarse región somalí.
Una etimología alternativa (posiblemente popular) analiza el nombre como una combinación de la palabra harari ūga ("camino") y Adén, una ciudad en Yemen, supuestamente derivada de una antigua ruta de caravanas a través de la región que conecta Harar con la península arábiga.

## Población

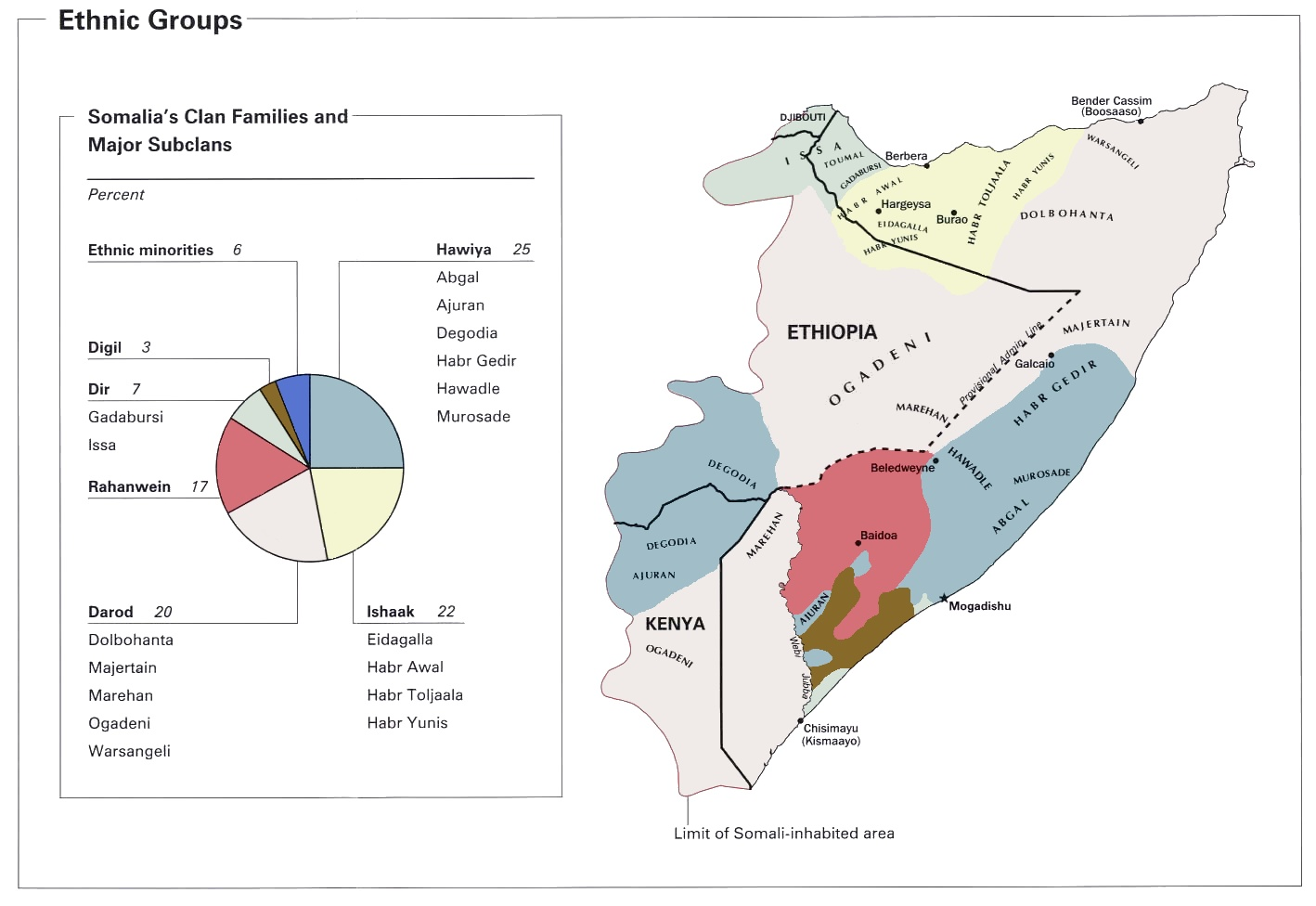
Región habitada por somalíes dentro de Etiopía mostrada como parte del territorio de la Gran Somalia.

Los habitantes son predominantemente de etnia somalí, de casi 30 clanes. Los ogadén (clan) de los darodíes constituyen una de las mayorías en la región, y se alistaron en el Movimiento de Liberación Nacional de Ogadén, por eso la región está asociada con el clan Ogadén. Sin embargo, esto está en disputa. Otros clanes somalíes en la región son los clanes sheijales, marehan, isaaq, geri koombe gadabuursi, issa, massare, gabooye, degodia y jidle y karanle de hawiye. 

## Historia
Hay pocos textos históricos escritos sobre las personas que vivían en lo que hoy se conoce como la región Somalí, a veces denominada la región Ogadén de Etiopía. En sus inicios, el Ogadén estuvo habitado por los harla, un pueblo ahora extinto. Los harla están vinculados al clan harari y al somalí ogadén. En el siglo IX, Ogadén fue capital de la dinastía Makhzumi. Ogadén fue parte del Sultanato de Ifat en el siglo XIII y principios del XIV. Las fronteras del sultanato se extendían hasta la zona de Shewa-Adís Abeba en Etiopía. El Sultanato de Ifat fue sucedido por el Sultanato de Adel. Hubo un conflicto continuo entre el Sultanato de Adal y el reino cristiano de Abisinia durante todo este tiempo. Durante la primera mitad del siglo XVI, la mayor parte del territorio abisinio fue conquistada y quedó bajo el dominio de Adel, cuando Ahmad ibn Ibrahim al-Ghazi, el líder de Adel, tomó el control.

### 1800
En el siglo XVII se convirtió en estado tributario del Emirato de Harar. Se ha observado que el relato de 1856 de Sir Richard Francis Burton, Primeros pasos en África Oriental, que detalla ampliamente sus viajes a lo que ahora es Ogadén, no menciona la presencia etíope en la región. Los geógrafos que trazaron mapas de regiones de África para el gobierno británico a mediados y finales del siglo XIX no harían referencia a la presencia etíope en Ogadén, y los mapas creados antes de 1884 señalarían la extensión del Imperio etíope delimitada por el río Awash. Durante el último cuarto del siglo XIX, la región fue conquistada por Menelik II de Etiopía, quien solidificó su reclamo mediante tratados en 1897. I. M. Lewis sostiene una interpretación sutilmente diferente de este tratado, enfatizando que "las tierras perdidas en Haud que fueron extirpadas del Protectorado [es decir, la Somalia británica], sin embargo, no fueron cedidas a Etiopía". Los relatos históricos independientes son unánimes en que antes de la penetración en la región a finales de la década de 1880, los clanes somalíes estaban libres del control etíope y shewa.

### 1900

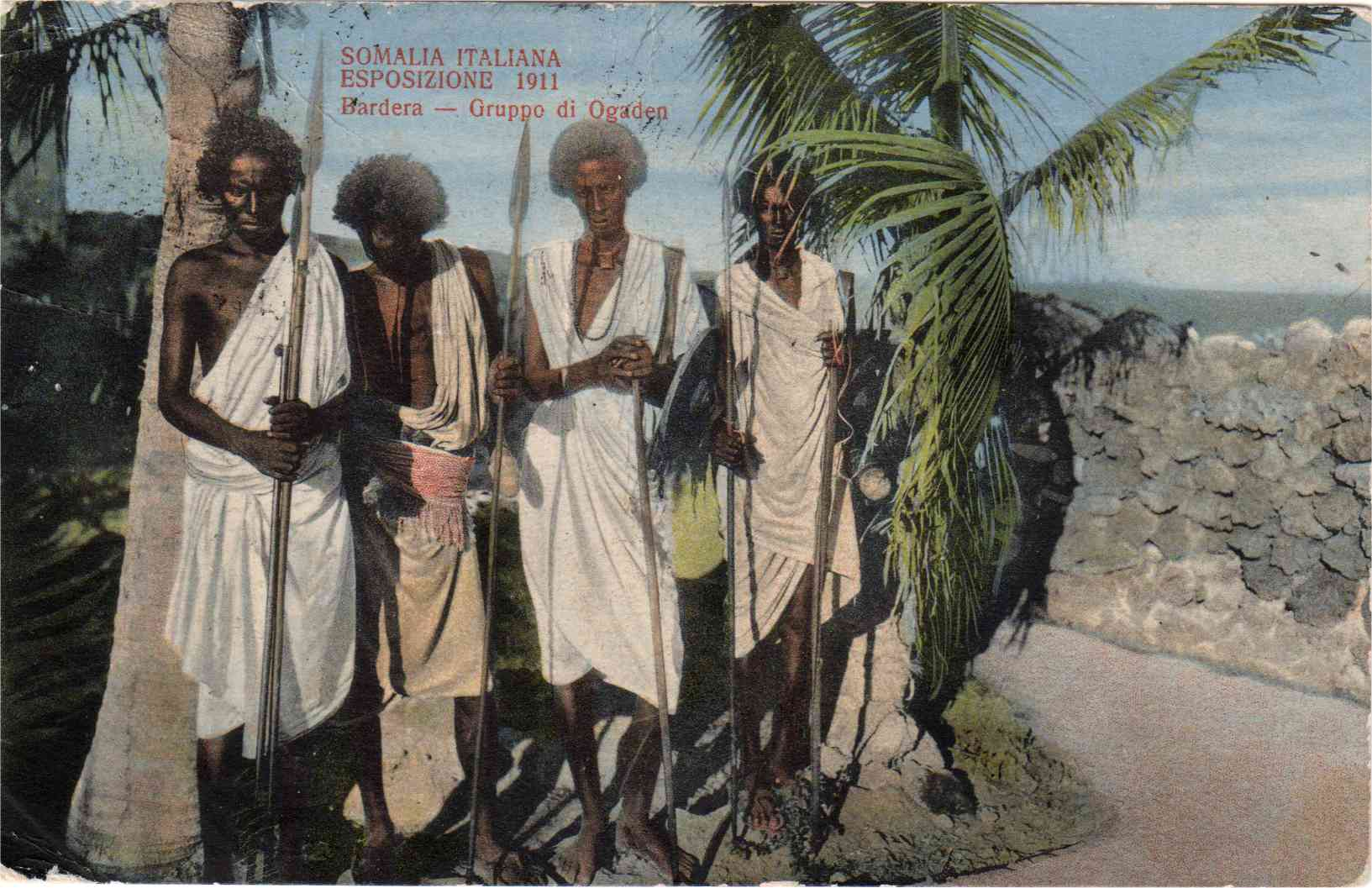
Guerreros de la región de Ogadén, 1911.

En 1914, Lij Iyasu de Etiopía nombró a Abdullahi Sadiq, gobernador de Ogadén. Los intentos de imponer impuestos en la región serían cancelados tras la masacre de 150 soldados etíopes en enero de 1915. Debido a la hostilidad nativa, la región apenas estuvo ocupada por las autoridades etíopes hasta la comisión de fronteras anglo-etíope en 1934 y el incidente de Wal Wal en 1935. Etiopía ejerció poca presencia al este de Jijiga hasta 1934, cuando una comisión fronteriza anglo-etíope intentó demarcar la frontera del tratado. Este límite todavía está en disputa.
Después de la conquista italiana de Etiopía en 1936, Ogadén se adjuntó a la Somalia italiana, convirtiéndose en la gobernación de Somalia dentro de la nueva colonia del África Oriental Italiana. Tras la conquista británica de esta colonia, el acuerdo anglo-etíope colocó a Ogadén bajo control británico temporal. Los británicos intentaron unir Ogadén con la Somalia británica y la antigua Somalia italiana para concretar la Gran Somalia, que contaba con el apoyo de muchos somalíes. Etiopía abogó sin éxito ante la Conferencia de las Potencias Aliadas de Londres para ganar Ogadén y Eritrea en 1945, pero sus persistentes negociaciones y la presión de los Estados Unidos finalmente persuadieron a los británicos a ceder Ogadén a Etiopía en 1948. Las últimas partes de Haud controladas por los británicos que quedaban fueron devueltas a Etiopía en 1955.

#### Post-independencia somalí
Durante la revuelta de Ogadén de 1963, la primera gran resistencia armada de los somalíes al dominio etíope comenzó en la región después de que las autoridades imperiales intentaran imponer impuestos a la población. La revuelta y la brutal campaña de contrainsurgencia que siguió resultarían en el deterioro de las relaciones etíope-somalíes y conducirían a la primera guerra entre las dos naciones durante 1964.
A finales de la década de 1970, se reanudaron los disturbios internos en Ogadén. El Frente de Liberación de Somalia Occidental utilizó tácticas de guerrilla para resistir el dominio etíope. Etiopía y Somalia libraron la guerra de Ogadén por el control de esta región y sus pueblos.

#### Década de 1980 a 1990
Durante la conferencia fundacional de la nueva región, que se celebró en Dire Dawa en 1992, el nombre de la región se convirtió en una cuestión divisiva, porque casi 30 clanes somalíes viven en la región Somalí de Etiopía. El FLNO intentó llamar a la región Ogadenia, mientras que los clanes somalíes no ogadeníes que viven en la misma región se opusieron a esta medida. Como señaló Abdul Majid Hussein, nombrar la región donde hay varios clanes somalíes como Ogadenia siguiendo el nombre de un solo clan habría causado división. Finalmente, la región pasó a denominarse región somalí.

### 2000

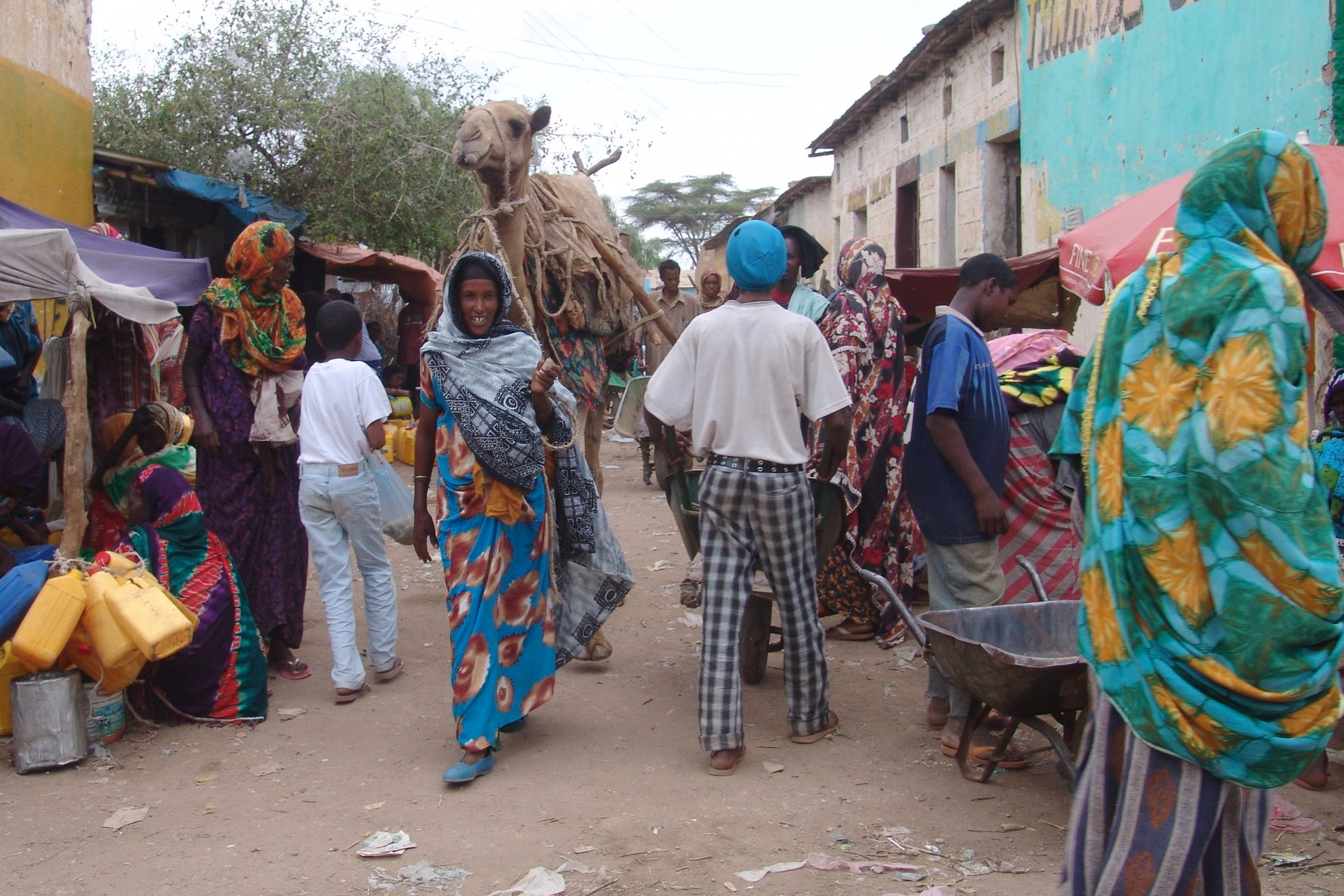
Escena callejera en Jijiga, región somalí de Etiopía.

En 2007, el ejército etíope lanzó una represión militar en Ogadén después de que los rebeldes de la región mataran a docenas de trabajadores civiles y guardias en un campo petrolero etíope. El principal grupo rebelde es el Frente para la Liberación Nacional de Ogadén, presidido por Mohamed O. Osman, que lucha contra el gobierno etíope. Algunos somalíes que habitan en Ogadén afirmaron que los militares etíopes matan a civiles, destruyen el sustento de muchos de los somalíes étnicos y cometen crímenes contra los nómadas de la región. Sin embargo, un testimonio ante el Comité de Asuntos Exteriores de la Cámara de Representantes de Estados Unidos reveló una brutalidad y asesinatos masivos por parte de los rebeldes del FLNO, a los que el gobierno etíope califica de "terroristas". No se puede establecer el alcance de esta guerra debido al bloqueo de los medios de comunicación en la región de Ogadén. Algunas organizaciones internacionales de derechos humanos han acusado al gobierno etíope de cometer abusos y crímenes que "violan las leyes de la guerra",  como indica un informe reciente de Human Rights Watch. Otros informes han afirmado que Etiopía ha bombardeado, matado y violado a muchos somalíes en la región de Ogadén, mientras que Estados Unidos continúa armando a Etiopía en la actual guerra contra el terrorismo en el Cuerno de África.

## Geografía

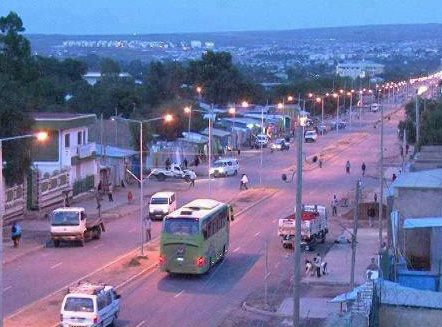
Jijiga.

La región, que tiene alrededor de 200.000 kilómetros cuadrados, limita con Yibuti, Kenia, Somalia y Somalilandia. Las ciudades importantes incluyen Jijiga, Degehabur, Gode, Kebri Dahar, Fiq, Shilabo, Kelafo, Werder y Danan.

### Ecología
Ogadén es parte de la ecorregión de matorrales somalíes de acacia-commiphora. Ha sido un hábitat histórico para el perro salvaje africano en peligro de extinción, Lycaon pictus; sin embargo, algunos creen que este cánido ha sido extirpado de Ogadén.
El Ogadén es una meseta, con una elevación sobre el nivel del mar que oscila entre los 1.500 metros en el noroeste, descendiendo hasta unos 300 metros a lo largo de los límites sur y el valle de Wabi Shebelle. Las zonas con altitudes entre 1.400 y 1.600 metros se caracterizan como semiáridas; recibir entre 500 y 600 mm de lluvia al año. Lo más típico de Ogadén es una precipitación media anual de 350 mm y menos. El paisaje se compone de densos matorrales, pastizales arbustivos y colinas desnudas. En años más recientes, Ogadén ha sufrido patrones de lluvia cada vez más erráticos, lo que ha llevado a una frecuencia cada vez mayor de sequías importantes: en 1984-85; 1994; y más recientemente en 1999-2000, durante el cual los pastores afirman haber perdido entre el 70 y el 90 por ciento de su ganado. 